# Аден, Халима
Халима Аден (англ. Halima Aden; род. 19 сентября 1997) — американская модель сомалийского происхождения.
Она известна как первая женщина в хиджабе на конкурсе «Мисс Миннесота США», где стала полуфиналистом. Одна из немногих моделей в мире, выступавших в хиджабе и буркини.

## Биография
Родилась 19 сентября 1997 года в лагере беженцев Какума в Кении, в сомалийской семье.
Когда Халиме было шесть лет, её семья переехала в Соединённые Штаты, поселившись в Сент-Клауде, штат Миннесота.
В 2016 году Халима привлекла внимание национальных СМИ после участия в конкурсе «Мисс Миннесота США», став первой участницей конкурса, надевшей буркини и хиджаб. В следующем году Аден подписала трёхлетний контракт с продлением с IMG Models. В феврале 2017 года она дебютировала на «Неделе моды в Нью-Йорке». Позже в этом же году она работала в качестве судьи предварительного конкурса и телетрансляции конкурса «Мисс США 2017».
С тех пор она работала со многими дизайнерами, включая Max Mara и Альберту Ферретти, участвовала в Неделе моды в Милане и лондонской Modest fashion. Аден позировала для American Eagle, Glamour и присутствовала на обложке CR Fashion Book Карин Ройтфельд.
Халима Аден была первой моделью в хиджабе, которая вышла на международные подиумы и подписала контракт с крупным модельным агентством. В июне 2017 года она стала первой моделью в хиджабе на обложках Allure, Vogue Arabia и British Vogue.
В 2018 году Аден стала послом ЮНИСЕФ, где её работа сосредоточена на правах детей.
В ноябре 2020 года Халима Аден объявила в своём Instagram, что прекратила работу в качестве модели, поскольку это поставило под угрозу её религиозные убеждения. Она получила поддержку своего решения от Рианны, а также сестёр Джиджи и Беллы Хадид. Также она объявила, что примет участие в следующем конкурсе «Мисс Вселенная», став первой участницей, представляющей Сомали в истории этого международного конкурса красоты.